# Морская пехота Германии

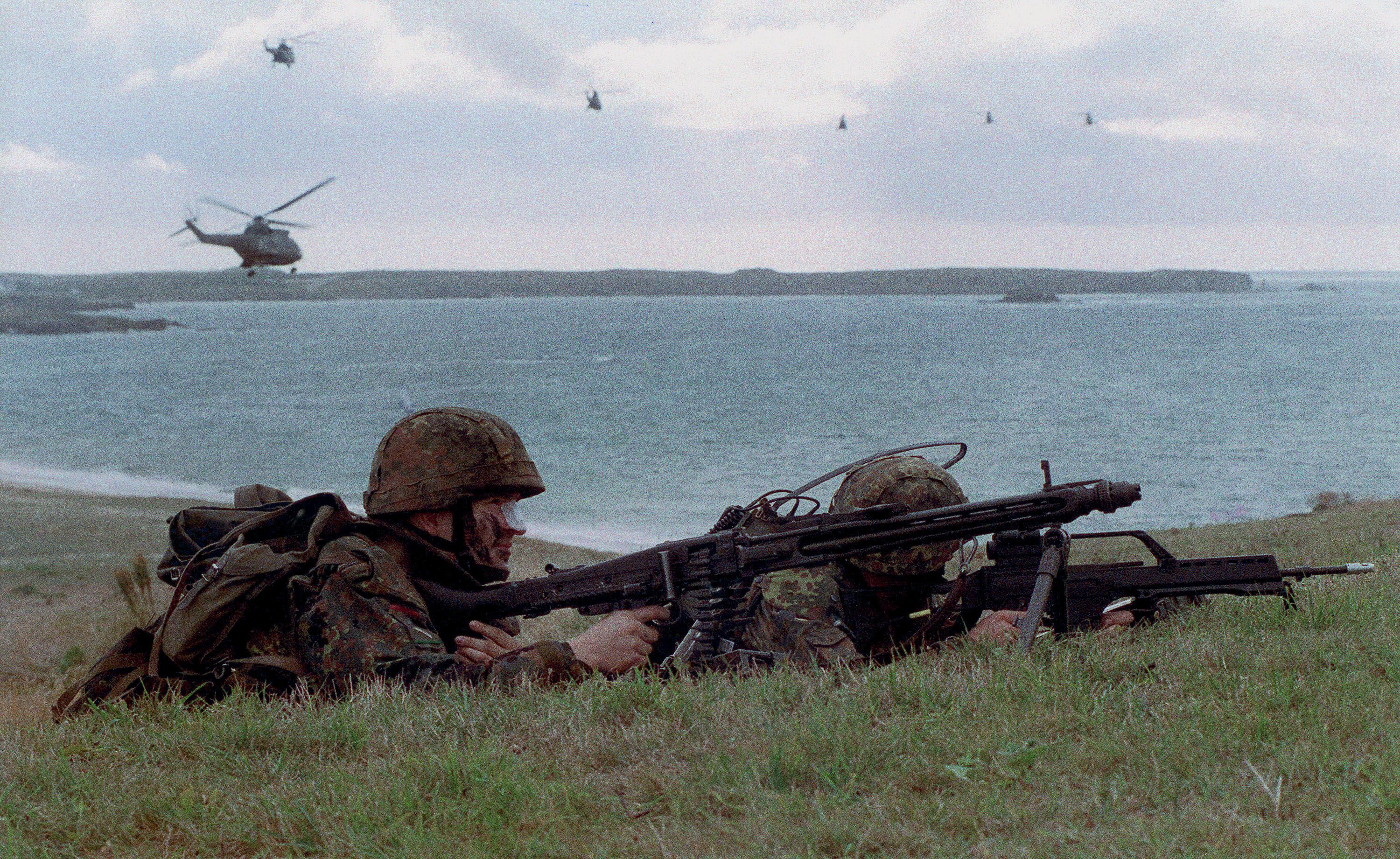
Немецкие морские пехотинцы на учениях.

Морская пехота Германии — род сил ВМС Германии. В настоящее время состоит из одного батальона (нем. Seebataillon).

## Назначение
Элитное подразделение, предназначенное для ведения критических боевых действий в составе морских десантов. Являет собой высокомобильные амфибийные силы постоянной готовности, способные самостоятельно действовать в любой точке земного шара и в любых климатических зонах.

## История
Морская Стрелковая Бригада «Север» — Marine-Schützen-Brigade Nord
Сформирована в ноябре 1944 года в Хусуме для защиты побережья Северного моря. В феврале 1945 года, находясь в Штетине, морская стрелковая бригада «Север» была переформирована в 1-ю дивизию морской пехоты 1 Marine-Infanterie-Division.
Организация:
- 1-й морской стрелковый полк — Marine-Schützen-Regiment 1
- 2-й морской стрелковый полк — Marine-Schützen-Regiment 2
- 3-й морской стрелковый полк — Marine-Schützen-Regiment 3 (позднее стал отдельным)
- 4-й морской стрелковый полк — Marine-Schützen-Regiment 4

Командующий:
Контр-адмирал Ханс Хартманн 11.1944 — 02.1945
Дивизии морской пехоты — Marine-Divisionen
Организация:
- 1-й полк морской пехоты — Marine-Infanterie-Regiment 1
- 2-й полк морской пехоты — Marine-Infanterie-Regiment 2
- 4-й полк морской пехоты — Marine-Infanterie-Regiment 4
- 1 фузилёрная рота — Füsilier-Kompanie 1 (позже ставшая батальоном)
- 1-й артиллерийский полк морской пехоты — Marine-Artillerie-Regiment 1
- 1 противотанковый батальон — Panzjaeger-Abteilung 1
- 1-й запасной батальон морской пехоты — Marine-Feldersatz-Bataillon 1
- 1-й саперный батальон морской пехоты — Marine-Pionier-Bataillon 1 (с 04.15.1945)
- 1-й подразделение связи морской пехоты — Marine-Nachrichten-Abteilung 1 (с 04.15.1945)

Командующие:
- Контр-адмирал Ханс Хартманн 31.01.1945 — 28.02.1945
- Генерал-майор Вильгельм Блеквенн (СВ) 28.02.1945 — 08.05.1945

Боевое применение
- Февраль — март 1945 года: армейская группа «Вайхзель» (Hgr. Weichsel), 9-я Армия, Одерский Корпус (Oderкоrps). Район Одер-Штетин.
- Апрель 1945 года: армейская группа «Вайхзель» (Hgr. Weichsel), 3-я Танковая Армия, XXXXVI Корпус. Район Одер-Штетин.

## Современная организация
Состав батальона: штаб, три полевых подразделения (роты) и взвод полевой разведки. Численность личного состава около 1000 человек. Подразделения не имеют собственных наименований, а именуются по порядку: первое, второе и т. д. подразделения.
Батальон морской пехоты Германии:
- Штаб

- 1-я рота
- 2-я рота
- 3-я рота
- Взвод полевой разведки

### Состав каждой роты
Общий состав роты примерно 140 рядовых и унтер-офицеров и четыре офицера. Командир роты, а также 1-го и 4-го взводов — кадровые офицеры. Должность командира роты занимает армейский офицер профессиональной службы.
Командиры второго и третьего взводов — моряки.
Группа управления ротой
- 1-й взвод (тяжёлые огневые средства поддержки)

```
MILAN
, 
крупнокалиберные пулемёты
, 
станковые гранатомёты
 и 
снайпера
.
```

- 2-й взвод (пехотная оборона объектов)

```
Командование взвода, 
1 отделение,
2 отделение,
3 отделение
```

- 3-й взвод (пехотная оборона объектов)

```
Командование взвода, 
4 отделение,
5 отделение,
6 отделение
```

- 4-й взвод (Специальный)

```
сонарные системы слежения, лёгкие надувные лодки и 
ПЗРК
 для 
ПВО
```

В отличие от 2-го и 3-го взвода, где служат в основном призывники, 4-й взвод преимущественно укомплектован военнослужащими на контрактной основе (со сроком службы от четырёх до восьми лет).

### Взвод полевой разведки
Состав взвода — пять отделений, преимущественно из офицеров. Задача — конкретизация обстановки в районе высадки посредством общения с местным населением.

### Мобильный элемент защиты (MPE)
Для защиты кораблей и лодок на море используется так называемый мобильный элемент защиты (Mobile Protection Element). Количество солдат в MPE варьируется в зависимости от типа судна. К примеру, на катере MPE могут быть в количестве трёх военнослужащих (Унтер-офицер и 2 рядовых), а на борту фрегата — до 10 солдат. Тяжелым вооружением и снайперами комплектуются в зависимости от задачи. Могут быть усилены личным составом экипажей кораблей.

### Отряд защиты судов (VPD)
Vessel Protection Detachments или  (VPD) — международное обозначение отрядов защиты судов (кораблей). Укомплектованы и вооружены аналогично MPE и используются в качестве защиты команды на коммерческих судах. Помогают судовой команде и защищают корабль от атак пиратов. Могут быть переброшены на вертолёте или на надувной лодке на другое судно. VPD всегда возглавляются офицером и в обязательном порядке комплектуются фельдшером.

### Подразделения защиты портов (HPE)
Подразделения защиты портов (HPE) предназначены для защиты кораблей и судов в портах и гаванях. Одно подразделение по величине приблизительно соответствует взводу, т. е. примерно от 30 до 40 военнослужащих. HPE должны состоять как минимум из двух отделений, в целях обеспечения постоянной и непрерывной защиты судов. Также занимаются караульной службой на контрольно-пропускных пунктах, осуществляя контроль над людьми и транспортными средствами. Основной пехотный состав HPE дополняется специалистами, такими, как оператор гидролокатора или инструктор по подводному плаванию.

## Системы
Система «Солдат будущего»

«Солдат в действии»

## Ручное оружие
- Пистолет P8
- Пистолет-пулемёт MP7 A1
- Легкий пулемёт MG4
- Снайперская винтовка G82
- Снайперская винтовка G22
- Штурмовая винтовка G36 (комплектуется AG36).

## Тяжёлое вооружение
- РПГ Panzerfaust 3
- ПТРК Милан
- Тяжёлый РПГ
- ПЗРК Стингер
- HK GMG 40х53 мм

## Автомобили
- Джип «GreenLander» Mercedes Benz  Automatic
- Джип «Wolf» Mercedes Benz 250 GD Wolf
- 2-тонный грузовик
- 5-тонный грузовик
- Бронеавтомобиль Dingo ATF

Находятся в пехотной школе сухопутных сил бундесвера в Хаммельбурге. Используются для обучения.

## Плавсредства
Планируется сделать для морской пехоты в качестве плавучих единиц четыре переоборудованных катера-тральщика типа «Франкенталь». В настоящее время они стоят на боевом дежурстве в составе 5-й эскадры траления, базирующейся в Киле.
- M1063 «Bad Bevensen»
- M1064 «Grömitz»
- M1067 «Bad Rappenau»
- M1068 «Datteln»

## Бывшее оборудование

### Стрелковое оружие
- Штурмовая винтовка HK G3

### Дальнобойное вооружение
- 20-мм зенитная пушка

### СредстваПВО
- ЗРК LeFlaSys/ASRAD

## Боевое применение
Военные операции за рубежом осуществляемые морской пехотой Германии в рамках следующих миссий:
- ISAF — Афганистан
- KFOR — Косово
- EUFOR — Босния и Герцеговина
- UNIFIL — Ливан
- ATLANTA — Сомали
- Операция «Несокрушимая свобода» — Африканский рог — Джибути
- Кипр